# Ayenia spinulosa
Ayenia spinulosa är en malvaväxtart som beskrevs av R. E. Fries. Ayenia spinulosa ingår i släktet Ayenia och familjen malvaväxter. Inga underarter finns listade i Catalogue of Life.